# Andris
Andris ist ein häufig vorkommender lettischer sowie ein ungarischer männlicher Vorname.

## Herkunft und Bedeutung
Andris ist eine lettische Form des Vornamens Andreas sowie eine ungarische Verkleinerungsform dieses Namens. Namenstag in Lettland ist der 30. November.

## Namensträger
- Andris Ameriks (* 1961), lettischer Politiker
- Andris Bērziņš (Politiker, 1944) (* 1944), lettischer Geschäftsmann und Politiker, Staatspräsident
- Andris Bērziņš (Politiker, 1951) (* 1951), lettischer Politiker (Partei Lettlands Weg), Ministerpräsident
- Andris Biedriņš (* 1986), lettischer Basketballspieler
- Andris Džeriņš (* 1988), lettischer Eishockeyspieler
- Andris Jakubāns (1941–2008), lettischer Prosa- und Drehbuchautor
- Andris Keišs (* 1974), lettischer Schauspieler
- Andris Kravalis (* 1967), lettischer Geistlicher und römisch-katholischer Weihbischof
- Andris Krūmiņš (* 1976), lettischer Beachvolleyballspieler
- Andris Ladner (* 1990), Schweizer Unihockeyspieler
- Andris Naudužs (* 1975), lettischer Radrennfahrer
- Andris Nelsons (* 1978), lettischer Dirigent
- Andris Piebalgs (* 1957), lettischer Diplomat, Politiker und EU-Kommissar
- Andris Poga (* 1980), lettischer Dirigent
- Andris Reinholds (* 1971), lettischer Ruderer
- Andris Reiss (* 1978), lettischer Radrennfahrer
- Andris Šics (* 1985), lettischer Rennrodler
- Andris Šķēle (* 1958), lettischer Politiker und Unternehmer
- Andris Smirnovs (* 1990), lettischer Radrennfahrer
- Andris Teikmanis (* 1959), lettischer Diplomat und Jurist
- Andris Treimanis (* 1985), lettischer Fußballschiedsrichter
- Andris Vaņins (* 1980), lettischer Fußballspieler
- Andris Vosekalns (* 1992), lettischer Straßenradrennfahrer

### Familienname
- Guido Andris (1879–1974), deutscher römisch-katholischer Priester

### Künstlername
- Colette Andris (1901–1936), französische Schauspielerin, Varietékünstlerin und Schriftstellerin